# Les Bois
Pour les articles homonymes, voir Bois (homonymie) et Bois (communes).
Les Bois sont une commune suisse du canton du Jura, située dans le district des Franches-Montagnes. Il s'agissait du plus grand village des Franches-Montagnes en superficie, avant la fusion de Saignelégier.

## Géographie

### Situation

Photo aérienne (1958)

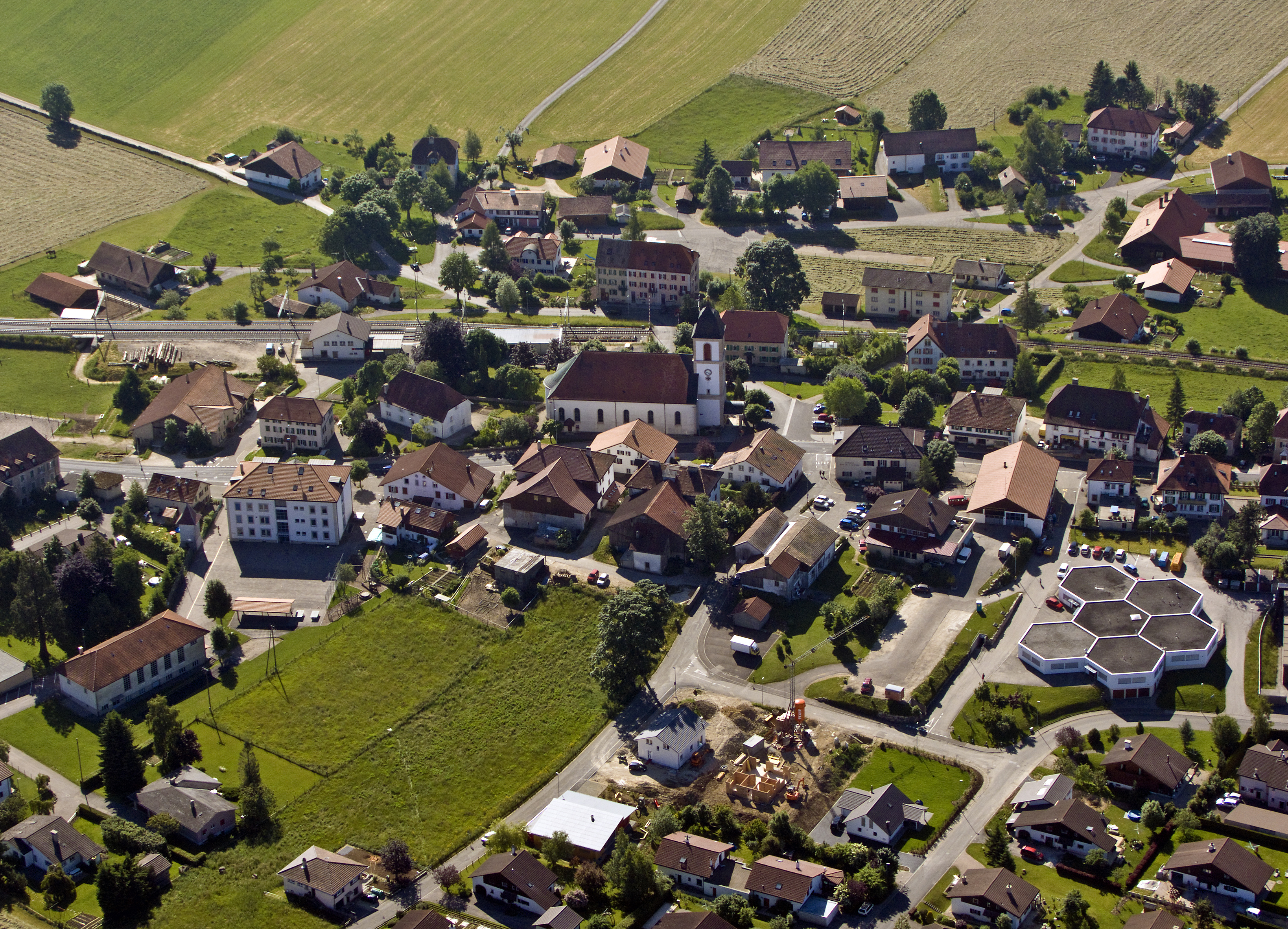
Les Bois (2008)

La commune des Bois se trouve à 10 km à vol d’oiseau au nord-est de La Chaux-de-Fonds, dans les Franches-Montagnes. Son territoire s’étend jusqu’au bord du Doubs et du Lac de Biaufond où la commune a une frontière commune avec la France.
Le territoire des Bois s'étend sur 24,74 km2. Lors du relevé de 2013-2018, les surfaces d'habitations et d'infrastructures représentaient 5,9 % de sa superficie, les surfaces agricoles 56,3 %, les surfaces boisées 37,3 % et les surfaces improductives 0,4 %.
Le point le plus élevé se situe à 1 120 mètres d’altitude, au Peu Claude. Le point le plus bas se situe au bord du Doubs, à 607 mètres d’altitude.
La commune comprend neuf hameaux : Le Bois-Français, Le Peu-Claude, Le Boéchet, Les Prailats, Sous-les-Rangs, Les Rosées, Le Cerneux-Godat, Biaufond et La Large-Journée.

### Transports

La gare des Bois. Elle existe encore, mais elle a été déplacée entre les deux bovi-stop du Peuchapatte. Photographie d'Eugène Cattin, facteur et photographe aux Bois.

- Ligne ferroviaire des Chemins de fer du Jura La Chaux-de-Fonds-Saignelégier

## Toponymie
L'ancien nom de la commune est Rüdisholz.

## Histoire

Les Bois, vue du sud, photo prise entre 1892 et 1932 par Eugène Cattin, facteur et photographe aux Bois.

Le village des Bois est mentionné pour la première fois en 1484. La commune s'est appelée Les Bois Jean Ruedin jusqu'en 1792.
De 1793 à 1815, la commune des Bois a appartenu à la France, dans le département du Mont-Terrible, puis dans celui du Haut-Rhin. À la suite d'une décision du Congrès de Vienne, en 1815, la commune des Bois a été attribuée au canton de Berne. 
Les habitants du Cerneux-Godat ont vainement tenté à deux reprises, en 1815 et en 1871, de s’ériger en commune.
Depuis le 1er janvier 1979, la commune fait partie du canton du Jura.

## Jumelages
- Charvensod (Italie)

## Population

### Gentilés et surnom
Les habitants de la commune se nomment les Rudisylvains.
Ils sont surnommés les Gremais (variations : Gremeaux, Gremôset, Gremaés) ou Gremauds.
Les habitants de la localité du Boéchet sont surnommés lé Boutyè, soit les bosquets en patois taignon.

### Démographie

#### Évolution de la population
Les Bois compte 1 258 habitants au 31 décembre 2022 pour une densité de population de 51 hab/km2. Sur la période 2010-2019, sa population a augmenté de 5,8 % (canton : 5,1 % ; Suisse : 9,4 %).  

#### Pyramide des âges
En 2020, le taux de personnes de moins de 30 ans s'élève à 34,1 %, au-dessus de la valeur cantonale (33 %). Le taux de personnes de plus de 60 ans est quant à lui de 26,1 %, alors qu'il est de 28,1 % au niveau cantonal.
La même année, la commune compte 610 hommes pour 636 femmes, soit un taux de 49 % d'hommes, inférieur à celui du canton (49,5 %).
| Hommes | Classe d’âge | Femmes |
| ------ | ------------ | ------ |
| 1,3    | 90 ans ou +  | 0,9    |
| 6,4    | 75 à 89 ans  | 6,8    |
| 18,9   | 60 à 74 ans  | 17,8   |
| 19,7   | 45 à 59 ans  | 20,8   |
| 20,5   | 30 à 44 ans  | 18,9   |
| 16,4   | 15 à 29 ans  | 16,8   |
| 16,9   | - de 14 ans  | 18,1   |

| Hommes | Classe d’âge | Femmes |
| ------ | ------------ | ------ |
| 0,7    | 90 ans ou +  | 1,7    |
| 7,8    | 75 à 89 ans  | 10,1   |
| 17,7   | 60 à 74 ans  | 18,1   |
| 21,1   | 45 à 59 ans  | 21,4   |
| 18,1   | 30 à 44 ans  | 17,3   |
| 18,9   | 15 à 29 ans  | 16,9   |
| 15,7   | - de 14 ans  | 14,5   |

## Économie
Le village des Bois conserve une tradition agricole, avec des activités orientées vers la production laitière et l’élevage de chevaux. 
L’horlogerie y est apparue au début du XIXe siècle, d'abord sous la forme de travail à domicile, puis sous celle d’ateliers. On compta jusqu'à cinq cents ouvriers et on fabriqua jusqu'à 30 000 montres par année. 
Aujourd'hui, le secteur secondaire y offre des emplois dans des ateliers de polissage et de décolletage, ainsi que dans l’horlogerie, avec les montres Rodolphe.

## Culture et patrimoine

### Curiosités
- Église paroissiale Sainte-Foy, construite en 1832-1833
- Maison-Rouge, fondation pour le cheval
- Cimetière des Pestiférés[8],[9]

### Manifestations
- Baitchai
- Les 4 foulées

### Personnalités
- Élisabeth Baume-Schneider, femme politique
- Rodolphe Cattin, horloger